# JS Awaji (MSO-304)
Le JS Awaji (pennant number : MSO-304) est le navire de tête de la classe Awaji de dragueurs de mines de la Force maritime d'autodéfense japonaise (JMSDF). 

## Construction et carrière
Le JS Awaji a été mis sur cale le 27 février 2014 et lancé le 27 octobre 2015 par le chantier naval Japan Marine United (JMU) Yokohama Shipyard,. Il a été mis en service le 16 mars 2017, puis il a été incorporé au 1er groupe de guerre des mines et déployé à Yokosuka.
Du 18 juillet au 30 juillet 2018, il a effectué un entraînement à la lutte contre les mines et une formation conjointe de déminage entre le Japon, les États-Unis et l’Inde dans la baie de Mutsu. Les unités participantes étaient, pour la Marine américaine, l’USS Chief (MCM-14), l’unité mobile d’élimination des munitions explosives (EODMU) 5, le 14e escadron de lutte contre les mines par hélicoptère et le personnel du 7e escadron de lutte contre les mines (MCMRON). La JMSDF était représentée par le tender pour dragueurs de mines JS Uraga (MST-463), les deux dragueurs de mines océaniques JS Awaji (MSO-304) et JS Hirado (MSO-305), quinze navires côtiers de dragage des mines, l’escadron 111 de guerre des mines par hélicoptère, quatre avions de patrouille maritime P-3C et un avion de patrouille maritime P-1.
Le JS Uraga et le JS Awaji ont quitté le Japon le 19 janvier 2023 pour le déploiement 2023 dans l’Indo-Pacifique et le Moyen-Orient (IMED23). Au cours de ce voyage, ils ont effectué des escales dans des ports de Bahreïn, du Bangladesh, de Brunei, du Cambodge, de l’Inde, des Maldives, des Philippines, de Singapour et du Viêt Nam, avant de retourner au Japon le 23 mai 2023,,. 
Les deux navires japonais sont d’abord arrivés aux Maldives le 30 mars 2023 pour une visite de trois jours, incluant des réunions avec les dirigeants de la Force de défense nationale des Maldives (MNDF). Le lieutenant-colonel Mohamed Rizmy Waleed, directeur principal de la garde côtière du MNDF, a visité les deux navires et a eu des échanges avec les officiers supérieurs des navires. Des officiers de la garde côtière du MNDF étaient également présents pour accueillir les navires. Ensuite, les deux navires japonais sont arrivés au port de Chattogram le 9 avril 2023 pour une visite de courtoisie. Ils sont restés à Chattogram jusqu’au 11 avril 2023. Au cours de cette visite portuaire, la marine bangladaise a organisé des programmes d’échange, tels que des visites à bord. En outre, les JS Uraga et JS Awaji ont effectué un exercice en mer avec la marine bangladaise le 11 avril,,. 
Les deux navires japonais ont ensuite effectué une visite de trois jours au Cambodge. Ils sont arrivés au Port autonome de Sihanoukville (PAS) le 24 avril 2023, accueillis par des hauts officiers de la base navale de Ream, dont plusieurs amiraux et le chef d’état-major adjoint de la marine, In Sokhemra. Les navires sont restés du 24 au 26 avril. Au cours de cette visite, la JMSDF et la Marine royale cambodgienne ont mené des exercices et des échanges destinés à renforcer les liens d’amitié entre les deux pays. Il s’agissait de la deuxième visite des Forces d’autodéfense japonaises au Cambodge en 2023, année qui marque le 70e anniversaire des relations diplomatiques entre le Cambodge et le Japon, après celle du destroyer JS Kirisame, qui a accosté au port autonome de Sihanoukville le 28 mars.
Ensuite, du 30 avril au 2 mai 2023, les JS Uraga et JS Awaji ont effectué une visite de courtoisie au Brunei Darussalam, sous la direction du capitaine Nakai Eiichi, commandant de la 1ère division de guerre des mines. Le capitaine Nakai Eiichi, accompagné du commandant Matsunaga Akihito, commandant du JS Uraga, et du commandant Takuma Taguchi, commandant du JS Awaji, ont rendu une visite protocolaire au commandant Nor Ariwwin bin Mohd Ali, commandant par intérim de la Marine royale du Brunei (RBN). Les membres de la RBN et de la JMSDF ont participé ensemble à un nettoyage de plage à Muara Beach le 1er mai 2023 ainsi qu’un déjeuner informel au curry. Le personnel du JS Uraga et du JS Awaji a également eu l’occasion de faire une visite culturelle du Brunei Darussalam, ils ont visité le Brunei Energy Hub et le centre des arts et de l’artisanat du Brunei. Les deux navires ont quitté Muara le 2 mai 2023 après une cérémonie d’adieu organisée par la RBN.
Le JS Awaji a participé début 2025 à l’exercice bilatéral Iron Fist, qui a réuni le Corps des Marines des États-Unis et la force terrestre d'autodéfense japonaise dans les îles du sud-ouest du Japon. La IIIe Force expéditionnaire des Marines et la Force terrestre d’autodéfense du Japon se sont entraînées à Okinawa et à Kyūshū du 19 février au 7 mars. Iron Fist 25 s’est concentré sur les opérations amphibies et l’amélioration des relations de travail entre les forces terrestres américaines et japonaises. La 31e unité expéditionnaire des Marines, basée au Japon, fut la principale unité du Corps des Marines participant à l’exercice, tandis que les unités de la JGSDF participant à l’exercice comprenaient la brigade de déploiement rapide amphibie (ARDB), la 1re brigade d’hélicoptères et des unités de l’armée de l’Ouest. Les navires participant aux exercices étaient le navire d'assaut amphibie USS America (LHA-6), le navire de débarquement amphibie USS Rushmore (LSD-47) et le Landing Ship Dock USS San Diego (LPD-22) de la marine américaine. La Force maritime d’autodéfense japonaise avait déployé le navire de débarquement de chars JS Kunisaki (LST-4003) et les dragueurs de mines JS Awaji (MSO-304) et JS Chichijima (MSC-605). Les zones d’exercice comprenaient le camp Ainoura de la JSGDF à Sasebo et le camp Takayubaru de la JGSDF à Kumamoto, tous deux sur l’île principale de Kyūshū, le camp Hansen et la zone d’entraînement Kin Blue Beach à Okinawa et l’île sud-ouest d’Okino-erabu-jima, qui se trouve entre Okinawa et l’île principale de Kyūshū.